# Flankowanie
Flankowanie – manewr taktyczny, polegający na zaatakowaniu wroga od skrzydła (flanki), stosowany głównie w piechocie w walce mniejszych oddziałów. Według taktyki amerykańskiej, flankowanie składa się z czterech faz (4 x F):
1. Find Them
2. Fix Them
3. Flank Them
4. Finish Them

Co w wolnym tłumaczeniu oznacza:

1. Znajdźcie wrogów
2. Zwiążcie ich ogniem (rozkazać części żołnierzy strzelać do wroga, utrudniając mu ruch i zmuszając go do pozostania na miejscu)
3. Oskrzydlcie ich (zachodzenie wroga od boku gdy ten jest przyszpilony ogniem zaporowym)
4. Wykończcie ich (po podejściu do wroga na wystarczającą odległość, zaskakuje się go ogniem z bliska, przed którym nie może się ukryć)

Obroną przed flankowaniem może być kontratak polegający na zastąpieniu drogi flankowania przeciwnikowi własnymi siłami i zmuszenie go do odwrotu bądź wyeliminowanie go, po czym natychmiastowe flankowanie z tej samej strony z której atakował przeciwnik, ponieważ tam właśnie powinien być jego najsłabszy punkt, osłabiony faktem że żołnierze z jego części opuścili go i zostali wyeliminowani bądź zmuszeni do szybkiego odwrotu.